# دانشگاه بنی سویف

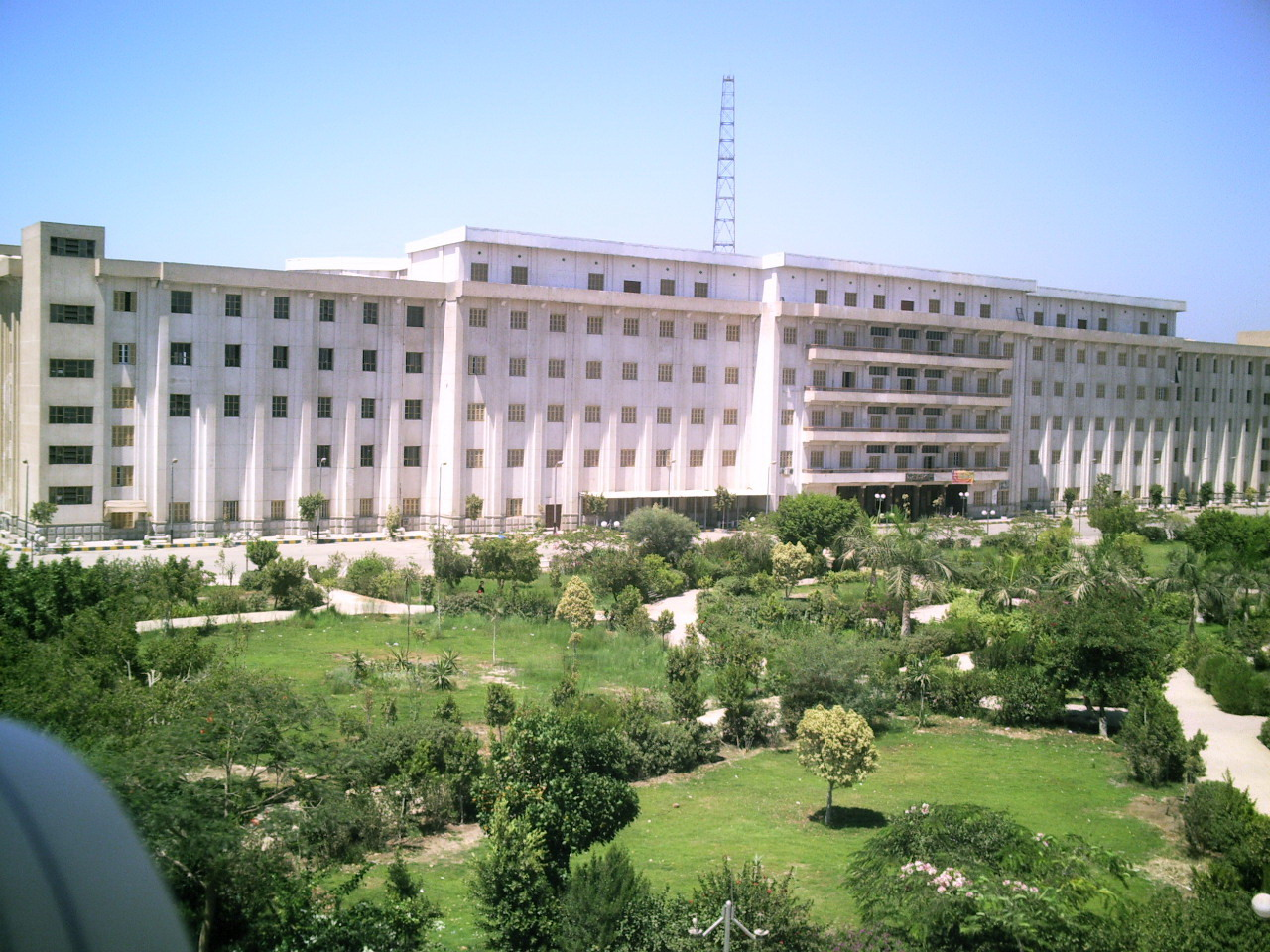
دانشگاه بنی سویف

دانشگاه بنی سویف (عربی: جامعة بني سويف) یک دانشگاه مصری است که به‌عنوان شاخه دانشگاه قاهره در سال ۱۹۸۱ تأسیس شد.
این دانشگاه شامل دانشکده‌های داروسازی، تجارت، حقوق، دامپزشکی، ادبیات، علوم، آموزش، داروسازی، پزشکی، پرستاری، آموزش صنعت، مهندسی و تربیت بدنی به‌علاوه دانشکده علوم تندرستی بالینی که در سال تحصیلی ۲۰۱۴/۲۰۱۵ افتتاح شد.
تعداد دانشجویان فارغ‌التحصیل شده این دانشگاه تا سال ۲۰۰۷، ۶۲۳۲۱ نفر می‌باشد.

## دانشکده‌ها
- دانشکده تجارت
- دانشکده حقوق
- دانشکده دامپزشکی
- دانشکده ادبیات
- دانشکده علوم
- دانشکده تربیت معلم
- دانشکده داروسازی
- دانشکده پزشکی
- دانشکده پرستاری
- دانشکده مهندسی
- دانشکده آموزش صنعت
- دانشکده تربیت بدنی
- دانشکده دندانپزشکی
- دانشکده کامپیوتر و اطلاعات
- دانشکده بررسیهای اقتصادی و علوم سیاسی
- دانشکده بررسیهای عالی برای علوم پیشرفته
- دانشکده تبلیغات
- دانشکده پزشکی سنتی
- دانشکده کشاورزی
- دانشکده علوم بهداشت
- دانشکده مهد کودک
- دانشکده هنرهای تجسمی
- دانشکده زبان
- دانشکده خدمات اجتماعی   تکاملی
- دانشکده زمین‌شناسی
- دانشکده هتل‌داری و جهانگردی
- دانشکده علوم نیازهای تخصصی
- هنرستان عالی ملی برای دانشهای افراد مسن
- هنرستان عالی کنکاش و به‌کارگیری لیزر(LIRA)

## نظام درسی
نظام درسی دانشگاه دو ترم دارد به جز دانشکده پزشکی. مدت هر ترم ۱۵ هفته به طول می‌انجامد که در پایان آن امتحان ترم گرفته می‌شود و کارنامه دو ترم در پایان سال تحصیلی داده می‌شود.

## دیدگاه و پیام
دانشگاه تلاش دارد پروسه آموزشی را از میان ارزش‌گذاریهایش برای برنامه‌های آموزشی انجام دهد و کیفیت آن را تضمین کند تا جایگاه عالی و قابل اتکایی را در بین دانشگاه‌های محلی و منطقه‌ای و جهانی کسب نموده و دانشکده‌های جدیدی را در زمینه‌های مختلف از جمله تکنولوژی جدید به‌وجود بیاورد.
پیام دانشگاه آماده‌سازی فارغ التحصیلان این دانشگاه برای رقابت محلی، منطقه‌ای و جهانی است.

## جزئیات آرم
- هرم می‌دوم (سمبل تمدن و تاریخ مصری قدیم)
- (سرخرگ زندگی)
- خوشه (سمبل رشد و بیانگر زمینه کشاورزی استان)
- خورشید (سمبل شناخت)